# Roman Štrba
Roman Štrba (Liptovský Mikuláš, 8 de marzo de 1974) es un deportista eslovaco que compitió en piragüismo en la modalidad de eslalon.
Ganó dos medallas en el Campeonato Mundial de Piragüismo en Eslalon, plata en 1999 y bronce en 1993, y tres medallas en el Campeonato Europeo de Piragüismo en Eslalon entre los años 1996 y 
2000.

## Palmarés internacional
| Campeonato Mundial | Campeonato Mundial                   | Campeonato Mundial | Campeonato Mundial |
| Año                | Lugar                                | Medalla            | Competición        |
| ------------------ | ------------------------------------ | ------------------ | ------------------ |
| 1993               | Mezzana (Italia)                     | Medalla de bronce  | C2 por equipos     |
| 1999               | Seo de Urgel (España)                | Medalla de plata   | C2 por equipos     |
| Campeonato Europeo |                                      |                    |                    |
| Año                | Lugar                                | Medalla            | Competición        |
| 1996               | Augsburgo (Alemania)                 | Medalla de bronce  | C2 por equipos     |
| 1998               | Roudnice nad Labem (República Checa) | Medalla de plata   | C2 por equipos     |
| 2000               | Mezzana (Italia)                     | Medalla de plata   | C2 por equipos     |